# Пожары в Санкт-Петербурге (1736—1737)
Пожары 1736—1737 годов — два крупных пожара в Санкт-Петербурге, в ходе которых вначале выгорела вся деревянная Морская слобода, а затем значительная часть Адмиралтейского острова.
Сведения о пожарах часто дублируют друг друга.

## 1736
Пожар начался в здании Мытного двора от неосторожности прислуги персидского посла и распространился, практически полностью уничтожив застройку Большой Морской и Малой Морской улиц. В том числе сгорел каменный Гостиный двор, который находился в этом районе. Длительность пожара составила восемь часов. В результате между Мойкой, Невским проспектом и почтамтом сгорели около 100 домов.

## 1737
24 июня 1737 года сразу в двух местах вспыхнул сильнейший пожар, который бушевал от истока Мойки до Зелёного моста. Сгорело больше тысячи домов, в их числе оказался и Почтовый двор на северо-западной окраине Марсова поля.

## Последствия
После двух пожаров из 520 домов в этой части города сохранились 173. Итогами катастроф стало создание Комиссии о Санкт-Петербургском строении и подтверждение запрета на строительство деревянных домов.